# Sýpka v Bolešinách
Sýpka (špýchar) u čp. 13 v Bolešinách na Klatovsku byla stavba z konce 19. století s neobvyklým členěním provedeným z tvarových cihel. Zbořena byla v roce 2023. Od 3. května 1958 do 1. ledna 2024 byla chráněna jako kulturní památka.

## Historie
Stavba vznikla koncem 19. století a představovala ukázku regionální zemědělské architektury z pozdního období rozvoje zemědělských staveb. 3. května 1958 získala ochranu jako kulturní památka a od 24. března 1964 byla zapsána do státního seznamu kulturních památek. V průběhu srpna 2023 došlo k nelegální demolici objektu a v lednu 2025 byl ze spáchání tohoto trestného činu vyšetřován majitel nemovitosti.

## Popis stavby
Sýpka byla patrovou budovou obdélného půdorysu, zakončenou sedlovou střechou s taškovou krytinou. Byla členěna tvarovanými pálenými cihlami s křížovými otvory, které byly použity jako kordonová či ve štítu jako korunní římsa. Štíty měly po stranách omítku s novoromantickým obloučkovým vlysem. V přízemí se ve středové ose nacházely dva vchody se segmentovými záklenky, v přízemí i v patře byla umístěna drobná okna, hluboce špaletovaná a uzavíraná segmentem.

### Související stránky
- Seznam kulturních památek v Bolešinách